# Zofia Bielczyk
Zofia Bielczyk (Warschau, 22 september 1958) is een atleet uit Polen.
In 1977 liep Bielczyk op het EK indoor-atletiek naar een zilveren medaille op de 60 meter horden. In 1980 won ze op het EK-indoor de gouden medaille op de 60 meter horden. Dat jaar was ze ook Pools nationaal kampioene 100 meter en 200 meter.
Bielczyk had zich geplaatst voor de 100 meter horde op de Olympische Zomerspelen van Montréal in 1976, maar startte uiteindelijk niet.
Vier jaar later, op de Olympische Zomerspelen van Moskou in 1980, liep ze wel de 100 meter horden, en werd ze achtste in de finale. Ook liep ze met het Poolse team de 4x100 meter estafette, waarmee ze zevende werden in de finale. Voor de 4x400 meter was ze wel ingeschreven, maar kwam ze uiteindelijk niet in actie.

## Privé
Zofia Bielczyk was getrouwd met Olympisch speerwerper Piotr Bielczyk.
- World Athletics: 14348774